# Bete-Seã
Bete-Seã (em hebraico: בֵּית שְׁאָן; romaniz.: Beit She'an; em árabe: بيسان; romaniz.: Bayt Šān) é uma cidade israelita do distrito Norte que tem desempenhado um papel historicamente importante, devido à sua localização geográfica no cruzamento do Vale do Rio Jordão e do Vale de Jizreel.
Já é mencionada no livro bíblico de Josué. Na época helenista chamava-se Citópolis ou Citópole (Scythopolis).

## História

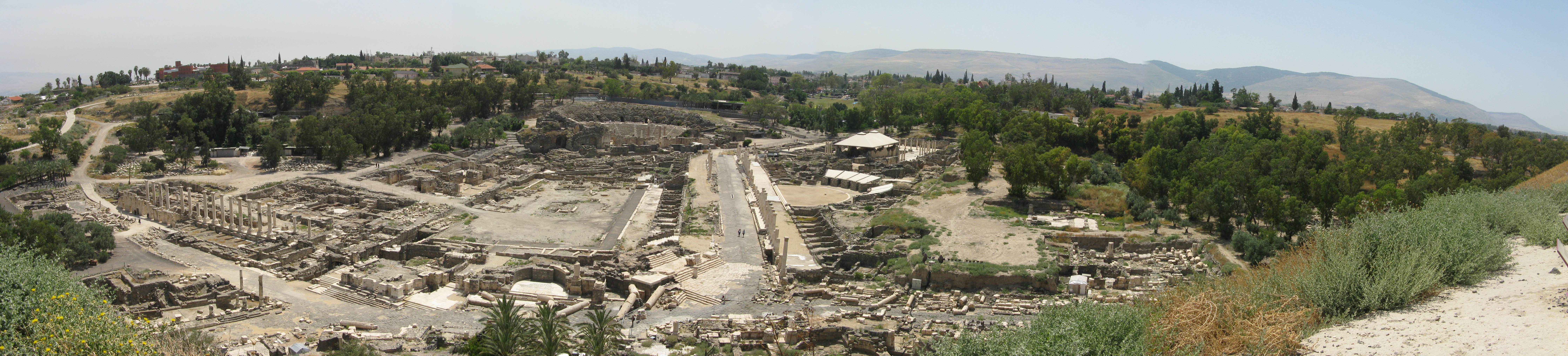
Vista panorâmica das ruínas de Citópolis, antiga Bete-Seã.

Bete-Seã é mencionada pela primeira vez entre as conquistas de Tutemés III no século XV a.C., e foram encontrados restos de um centro administrativo egípcio que remonta às dinastias XVIII e XIX. A Bíblia a menciona como uma cidade cananeia no Livro de Josué, onde registra sua conquista por Davi; escavações trouxeram à luz edifícios administrativos da época de Salomão destruídos por Tiglate-Pileser III.
Durante o período helenístico, tinha uma população helenizada e era chamada de Citópolis (ou Scythopolis), provavelmente porque mercenários citas se estabeleceram ali como veteranos; como a mitologia grega queria que fosse fundada por Dioniso e sua ama Nysa, a cidade também era conhecida como Nisa-Citópolis (Nysa-Scythopolis). Nos séculos III e II a.C., a cidade esteve envolvida nas Guerras dos Diádocos entre as dinastias ptolemaica e selêucida, bem como na revolta dos macabeus asmoneus, que no século II a.C. destruíram Citópolis.
Em 64 a.C. foi ocupada pelos romanos, reconstruída e transformada em capital da Decápole, as "dez cidades" de Samaria que foram centros da cultura greco-romana: foi um acontecimento tão importante que o calendário da cidade começa nesse ano. A Pax Romana tornou a cidade próspera, como é evidente pelo seu planejamento urbano de alto nível e pelos numerosos edifícios, incluindo o teatro romano mais bem preservado da Samaria, um hipódromo, o cardo e outros edifícios típicos da influência romana. Os blocos de basalto escuro utilizados nas construções e a água do aqueduto romano eram fornecidos pelo monte Gilboa, a 7 km de distância. Muitos dos edifícios de Citópolis foram danificados pelo terremoto de 363. Em 409 a cidade tornou-se a capital da Palestina Secunda.

## Personalidades
- Arieh Warshel (1940), Prémio Nobel de Química de 2013

## Geminações
Bete-Seã está geminada com Cleveland, Estados Unidos desde 1995).